# Европско првенство у атлетици у дворани 1973 — штафета 4 х 2 круга за жене
Такмичење штафета 4 х 2 круга у женској конкуренцији на трећем Европском првенству у атлетици у дворани 1973. одржано је 11. марта 1973.  године у Арени Ахој у Ротердаму, Холандија. 
Пошто је кружна стаза у Ротердаму износила 180 метара, није се могло одржати такмичење штафета 4 х 400 метара јер су два круга уместо 400 метара износила 360, тако да је било немогуће измене извршити на местима које та трка по правилима ИААФ предвиђа, па је назив ове дисциплине био штафета 4 х 2 круга. Победницама се рачунају медаље, а постигнути резултати не, јер су постигнути у дисциплини која званично не постоји. 
Учествовало је 12 такмичарки у 3 штафете из исто толико земаља.

## Резултати
Због малог броја учесника одржана је само финална трка, а све три штафете су освојиле по медаљу.

### Коначан пласман
| Пласман | Атлетичарке                                                         | Земља           | Резултат | Белешка |
| ------- | ------------------------------------------------------------------- | --------------- | -------- | ------- |
|         | Дагмар Јост, Ерика Вајнштајн, Анели Вилден, Гизела Еленбергер       | Западна Немачка | 3:10,4   |         |
|         | Колет Бесон, Шантај Жувом, Шантал Леклерк, Никол Дикло              | Француска       | 3:11,20  |         |
|         | Данута Мановјецка Марта Скшипинска Кристина Касперчик Данута Пјецик | Пољска          | 3:11,65  |         |